# Esport a Estònia
L'esport té un paper important en la cultura estònia. Estònia va competir per primera vegada com a estat als Jocs Olímpics d'estiu de 1920, tot i que el Comitè Olímpic Nacional es va establir el 1923. Els atletes estonians van participar en tots els Jocs Olímpics fins que el país va ser annexat per la Unió Soviètica el 1940. La regata de vela dels Jocs Olímpics d'estiu de 1980 es va celebrar a la capital Tallinn. Estònia ha guanyat la majoria de les seves medalles olímpiques en lluita, atletisme, halterofília i esquí de fons.

## Atletisme
L'atletisme és popular a Estònia, demostrat pel nombre de medalles guanyades en aquest camp esportiu. Jüri Lossmann va quedar segon a la marató dels Jocs Olímpics de 1920. Aleksander Klumberg va guanyar la medalla de bronze l'any 1924 a la competició de decatló masculí. Entre el 2000 i el 2009, Estònia va aconseguir almenys una medalla a les principals competicions internacionals cada any: 2000, 2001, 2002, 2003, 2004, 2005, 2006, 2007, 2008 i 20009. Abans d'això, Erki Nool va guanyar la medalla d'or el 1998.
- Esportistes destacats a Estònia: Erki Nool, Gerd Kanter, Andrus Värnik, Rasmus Mägi, Aleksander Tammert, Pavel Loskutov, Jüri Lossmann, Aleksander Klumberg

## Bàsquet
El bàsquet és un esport notable a Estònia, i sovint s'ha anomenat "l’esport nacional d'Estònia". La selecció nacional de bàsquet d'Estònia va participar als Jocs Olímpics d'estiu de 1936 i ha aparegut a l'EuroBasket sis vegades. Havien acabat dues vegades l'EuroBasket al 5è lloc abans de l'ocupació soviètica. Molts jugadors estonians també van representar i guanyar medalles amb l'equip soviètic. Després de recuperar la independència, Estònia va acabar sisè Eurobasket el 1993. El campionat nacional de bàsquet de primer nivell s'anomena Korvpalli Meistriliiga. El BC Kalev/Cramo té els millors resultats dels darrers anys, mentre que l'equip de la Universitat de Tartu ha guanyat la lliga un rècord de 26 vegades. Els clubs estonians també participen en competicions europees i regionals.

## Vòlei platja
- Kristjan Kais i Rivo Vesik han jugat a la FIVB World Tour. El 2007, van guanyar l’Open de Zagreb i van competir als Jocs Olímpics d'estiu de 2008. El seu millor resultat del Campionat del Món va ser 5è.

Estònia va comptar amb seleccions nacionals de volei platja que van competir a la Copa Continental de Volei Platja CEV 2018-2020 tant en la secció femenina com en la masculina.

## Cricket
L’Associació de Cricket d'Estònia (ECA) es va formar el 2007 i es va convertir en membres de l’International Cricket Council el 2008. L'ECA dirigeix lligues masculines i femenines, jugant competicions de 40-40, T20 i Super 8. Té clubs membres a Tallinn i Tartu. Estònia també és la llar d'una variant única del joc de cricket de gel. El Campionat del Món de Cricket sobre Gel es celebrava anualment a la ciutat estònia de Tallinn jugant a la superfície d'un llac gelat.

## Ciclisme
- Jaan Kirsipuu ha estat el millor corredor de bicicletes de carretera d'Estònia. Ha guanyat 4 etapes del Tour de França i 1 etapa de la Vuelta a Espanya. Kirsipuu també va portar el maillot groc durant sis dies al Tour de França de 1999.

- Erika Salumäe és una corredora de bicicletes de pista estònia que va guanyar la primera medalla d'or olímpica per a Estònia després que el país recuperés la seva independència el 1991.

- Tanel Kangert ha acabat entre els 20 primers dels tres Grans Tours: 13è lloc al Giro d'Itàlia 2013, 11è lloc a la Vuelta a Espanya 2013 i 20è lloc al Tour de França 2014. El Tour de França 2014 va ajudar a Vincenzo Nibali a ocupar el primer lloc de la classificació general.

- Rein Taaramäe va acabar el Tour de França 2011 en 11è lloc i va guanyar la 14a etapa de la Vuelta a Espanya 2011. També va portar la samarreta blanca per a les etapes 8 i 9 del Tour de França 2012.

- Aavo Pikkuus va guanyar la medalla d'or olímpica de 1976 amb la prova contrarellotge per equips de la Unió Soviètica.

## Disc golf
Kristin Tattar és la jugadora de disc golfista més reeixida d'Estònia de tots els temps, i el 2022 va aconseguir la màxima qualificació PDGA de qualsevol dona estònia. És la campiona de golf de disc professional femení de 2022 i 2023, i també ha aconseguit la qualificació més alta del PDGA entre totes les atletes femenines.

## Esgrima
L'esgrima amb espasa ha tingut molt èxit per a Estònia durant les últimes dècades. Oksana Jermakova es va convertir en la primera campiona del món d'esgrima d'Estònia guanyant una espasa individual el 1993. Irina Embrich ha guanyat la majoria de medalles totals d'Estònia. Nikolai Novosjolov es va convertir en campió del món el 2010 i el 2013. Als campionats de 2013 Julia Beljajeva també va guanyar la medalla d'or. Al Campionat d'Europa de 2018 les dones estonies van aconseguir una triple victòria en espasa individual. Tant els equips femení com els masculins han guanyat medalles de campionat. L'equip de espasa femení es va convertir en el campió olímpic dels Jocs Olímpics d'estiu de 2020.
Estònia ha guanyat 17 medalles del Campionat del Món d'Esgrima i diverses medalles del Campionat d'Europa d'esgrima.
- Esgrimistes notables a Estònia: Julia Beljajeva, Irina Embrich, Sven Järve, Oksana Jermakova, Kaido Kaaberma, Erika Kirpu, Kristina Kuusk, Katrina Lehis, Nikolai Novosjolov i Maarika Võsu.

## Floorball
La selecció masculina d'Estònia de floorball ha tingut èxit als Campionats del Món amb el millor resultat 7è lloc i múltiples 8è lloc.

## Futbol
El futbol és un dels esports més populars a Estònia pel nombre de jugadors actius, tot i que no s'ha aconseguit res especial. Estònia va passar als play-offs de classificació de l'Eurocopa de futbol de la UEFA 2012.

## Esquí lliure
Kelly Sildaru va guanyar el slopestyle femení a la gira Dew 2015. Amb només 13 anys, Kelly Sildaru podria ser la competidora més petita del camp, però va portar la carrera més gran del concurs, girant les quatre direccions i mostrant el tecnicisme als rails en el procés. En els salts, Kelly va aterrar a la dreta 900, a la dreta va tapar 720, a l'esquerra a 900 i a l'esquerra 720, i els jutges la van recompensar amb un 90,80 per posar-la en 1er lloc.
Kelly va guanyar l'or a l'esdeveniment de slopestyle als Winter X Games de 2016 en vèncer a Tiril Sjåstad Christiansen. Amb aquesta victòria, als 13 anys, Kelly es va convertir en la medalla d'or més jove fins ara en un esdeveniment d'hivern dels X Games. Va ser la favorita per la medalla d'or a l’esdeveniment femení de slopestyle als Jocs Olímpics d'hivern de 2018, però es va perdre a competir als Jocs a causa d'una lesió al genoll. La seva carrera posterior no ha tingut tant d'èxit, però va aconseguir guanyar la medalla de bronze als Jocs Olímpics de 2022.

## Hoquei sobre gel
L'hoquei sobre gel a Estònia està gestionat per l’Associació d'hoquei sobre gel d'Estònia (Eesti Jäähokiliit). La lliga de primer nivell d’hoquei sobre gel masculí a Estònia és la Meistriliiga (també coneguda com Coolbet Hokiliiga per motius de patrocini). La lliga de primer nivell d'hoquei sobre gel femení a Estònia és la Naiste Hokiliiga.

## Judo
El judo és un dels camps esportius amb més èxit per a Estònia. Des de 1996, Estònia ha guanyat diverses medalles en grans competicions internacionals.
- 3 medalles olímpiques
  - 3 medalles de bronze: 2000 i 2004.
- 4 medalles del Campionat del Món de Judo
  - 3 medalles de plata: 1999, 2001, 2003 i medalla de bronze l'any 2003.
- 15 medalles dels Campionats d'Europa de judo.
- Indrek Pertelson, Aleksei Budõlin i Martin Padar són els atletes de judo més famosos d'Estònia en els últims anys.

## Motocròs
- Tanel Leok és un corredor de motocròs estonià que competeix al Campionat del Món de Motocròs a la classe MX1.

## Automobilisme

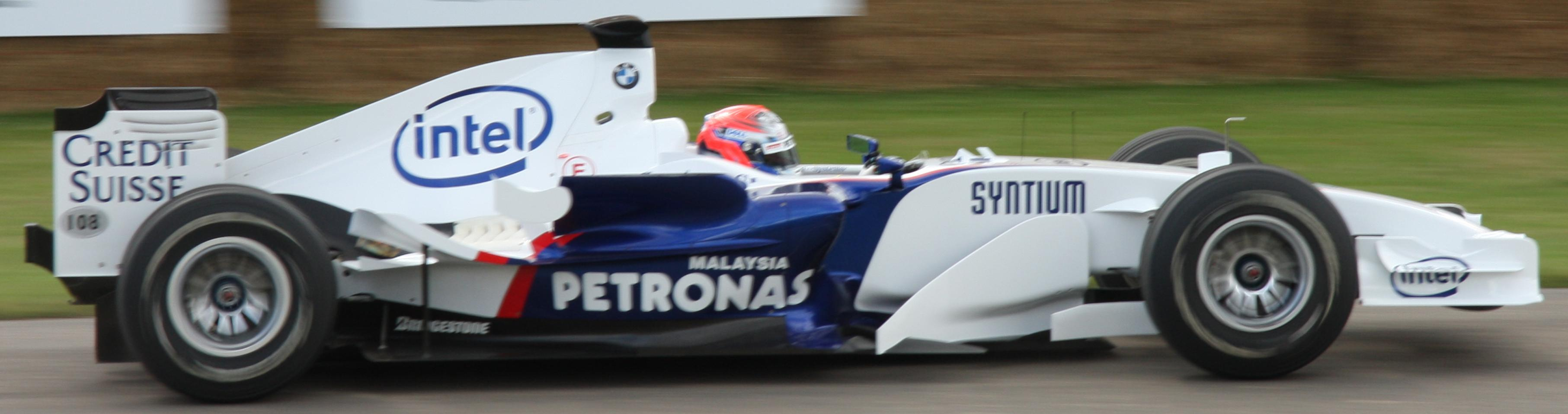
Marko Asmer conduint un cotxe Sauber F1.06 al Goodwood Festival of Speed

- Paul Aron és un pilot de carreres estonià. Va acabar tercer al Campionat de Fórmula 2 de la FIA conduint amb el Gran Premi Hitech. Paul és actualment pilot de reserva de l'equip Alpine F1.
- Ralf Aron és un pilot de carreres estonià. Es va convertir en campió del campionat italià de F4 el 2015.
- Marko Asmer és un pilot de carreres d'automòbils estonià, la carrera del qual en la fórmula júnior d’un monoplaça destaca pel seu títol de campionat britànic de Fórmula Tres el 2007. Asmer també és el primer pilot de carreres estonià a provar un cotxe de Fórmula 1.
- Tõnis Kasemets és un pilot de carreres d'Estònia. Ha pilotat a les Sèries Mundials de Champ Car. El seu primer èxit és el títol de campionat IMSA Prototype Challenge 2022.
- Kevin Korjus és un pilot de carreres estonià. Va guanyar l’Eurocup Formula Renault 2.0 el 2010 i va acabar setè a la Sèrie GP3 el 2013.
- Sten Pentus és un pilot de carreres estonià que va competir a Blancpain Sprint Series.
- Martin Rump és un pilot de carreres estonià i actualment està compilant a l'European Le Mans Series. És l'únic estonià que ha competit a les 24 hores de Le Mans.
- Jüri Vips és un pilot de carreres estonià. Vips es va convertir en campió del Campionat de Fórmula 4 ADAC 2017. Actualment està competint a la sèrie IndyCar amb Rahal Letterman Lanigan Racing.

## Ral·li

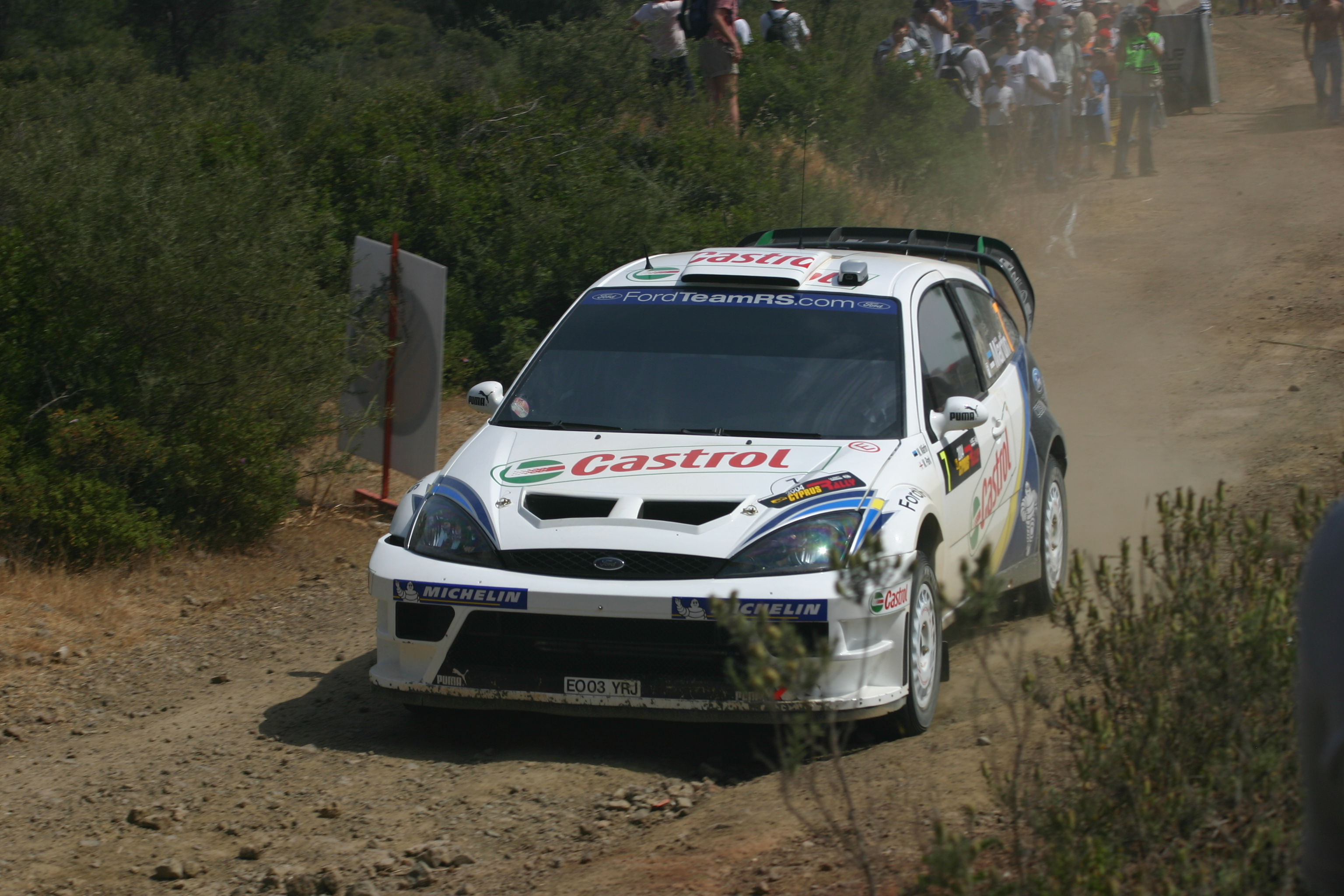
Markko Märtin ha aconseguit 5 victòries i 101 victòries d'etapa en la seva carrera al WRC.

El ral·li es va fer popular a Estònia durant l'època soviètica i segueix sent un dels esports més populars a Estònia. Pilots de ral·lis llegendaris d'Estònia com Heino Sepp, Heiki Ohu, Vello Õunpuu, Joel Tammeka i molts més, van aconseguir bons resultats competint amb la Unió Soviètica. Aquests pilots van fer que el ral·li fos molt popular entre els estonians. Cada any hi havia l'Equip Nacional de Ral·lis de la Unió Soviètica on la meitat dels pilots de ral·lis eren d'Estònia. Markko Märtin va ser el primer estonià a guanyar l'esdeveniment del WRC, atraient cada cop més aficionats de ral·lis d'Estònia. Ott Tänak és el primer estonià a guanyar el títol del Campionat del Món de Ral·lis el 2019. L'esdeveniment del WRC d'Estònia, el Rally d'Estònia, reuneix milers d'aficionats als ral·lis per veure la competència dels pilots de primer nivell.
- Markko Märtin va ser el primer estonià que va guanyar una sèrie de ral·lis al Campionat del Món de Ral·lis. Markko ha aconseguit 5 victòries al WRC, un total de 18 podis, 207 punts i 101 victòries d'etapa. L’any 2004, va acabar la temporada al 3r lloc. Markko va ser un dels millors pilots de ral·lis, però es va retirar després d'un accident el 2005. Els aficionats al ral·li d'Estònia van continuar interessats en el WRC, visitant el Ral·li de Finlàndia i altres ral·lis.
- Ott Tänak és campió del WRC 2019 i Martin Järveoja va guanyar el Campionat del Món de Ral·lis de la FIA per a copilot aquella temporada. Anteriorment, Tänak havia repetit l'assoliment de Märtin en acabar 3r a la general el 2017, guanyant el seu cinquè ral·li l'agost de 2018 i, finalment, superant Märtin guanyant el seu sisè ral·li el setembre de 2018. Tänak també va acabar 3r de la general el 2018, guanyant tres ral·lis seguits i matemàticament encara es trobava en la cursa pel títol a l'últim ral·li de la temporada. Va ser el màxim anotador del Toyota Gazoo Racing WRT aquella temporada, que va guanyar el Campionat de Fabricants aquella temporada.
- El ral·li d'Estònia es va afegir al calendari del Campionat del Món de Ral·lis a partir del 2020.

## Rem
El rem és un esport popular a Estònia. Un dels destacats és Jüri Jaanson, però també hi ha altres remers coneguts a Estònia. Entre el 2004 i el 2009, Estònia va aconseguir almenys una medalla a les principals competicions internacionals cada any: 2004, 2005, 2006, 2007, 2008 i 2009. Després de sis anys, Estònia va guanyar la medalla de bronze el 2015.
Tõnu Endrekson, Andrei Jämsä, Allar Raja i Kaspar Taimsoo també han guanyat una medalla olímpica.

## Vela
Els germans bessons Tõnu Tõniste i Toomas Tõniste van competir en quatre Jocs Olímpics d'estiu consecutius, a partir de 1988. Van guanyar una medalla de plata i una de bronze en la categoria 470 masculí, per a la Unió Soviètica (plata, 1988) i per a Estònia (bronze, 1992).

## Esquí
L'esquí és molt popular a Estònia. Otepää és una popular estació d'esquí. Otepää també és coneguda com la capital d'hivern d'Estònia (en contrast amb la capital d'estiu, Pärnu). També és l'esdeveniment anual de la Copa del Món d'esquí de fons. El Campionat del món d'esquí nòrdic júnior de 2011 també es va celebrar a Otepää.
L'any 2000, Raul Olle va guanyar Vasaloppet, que es troba entre les curses d'esquí de fons més antigues, llargues i grans del món.
El 1999 l'esquí estonià va tenir èxit a nivell internacional, guanyant medalles als Campionats del Món. Estònia ha guanyat 4 medalles d'or, 2 de plata i 1 de bronze als Jocs Olímpics d'hivern.
- Medalla olímpica: 2002, 2006 i 2010.
- Medalla del Campionat del Món: 1999, 2001, 2003 i 2009.

Andrus Veerpalu, Kristina Šmigun-Vähi i Jaak Mae són alguns dels atletes més populars d'Estònia.

## Patinatge de velocitat
- Ants Antson (competint per la Unió Soviètica) va guanyar una medalla d'or als Jocs Olímpics d'hivern de 1964 a Innsbruck, Àustria, per als 1500 m. El mateix any es va convertir en campió d'Europa Allround i va rebre el premi Oscar Mathisen.

## Natació
- La natació és un esport popular entre els estonians. Els atletes estonians han tingut cert èxit als Campionats d'Europa de natació de recorregut curt: Indrek Sei, Jane Trepp, Triin Aljand i Martti Aljand han guanyat medalles els darrers anys.
- Triin Aljand va guanyar la primera medalla de natació de curs llarg per a Estònia a DebrecEl 2012.

## Tennis

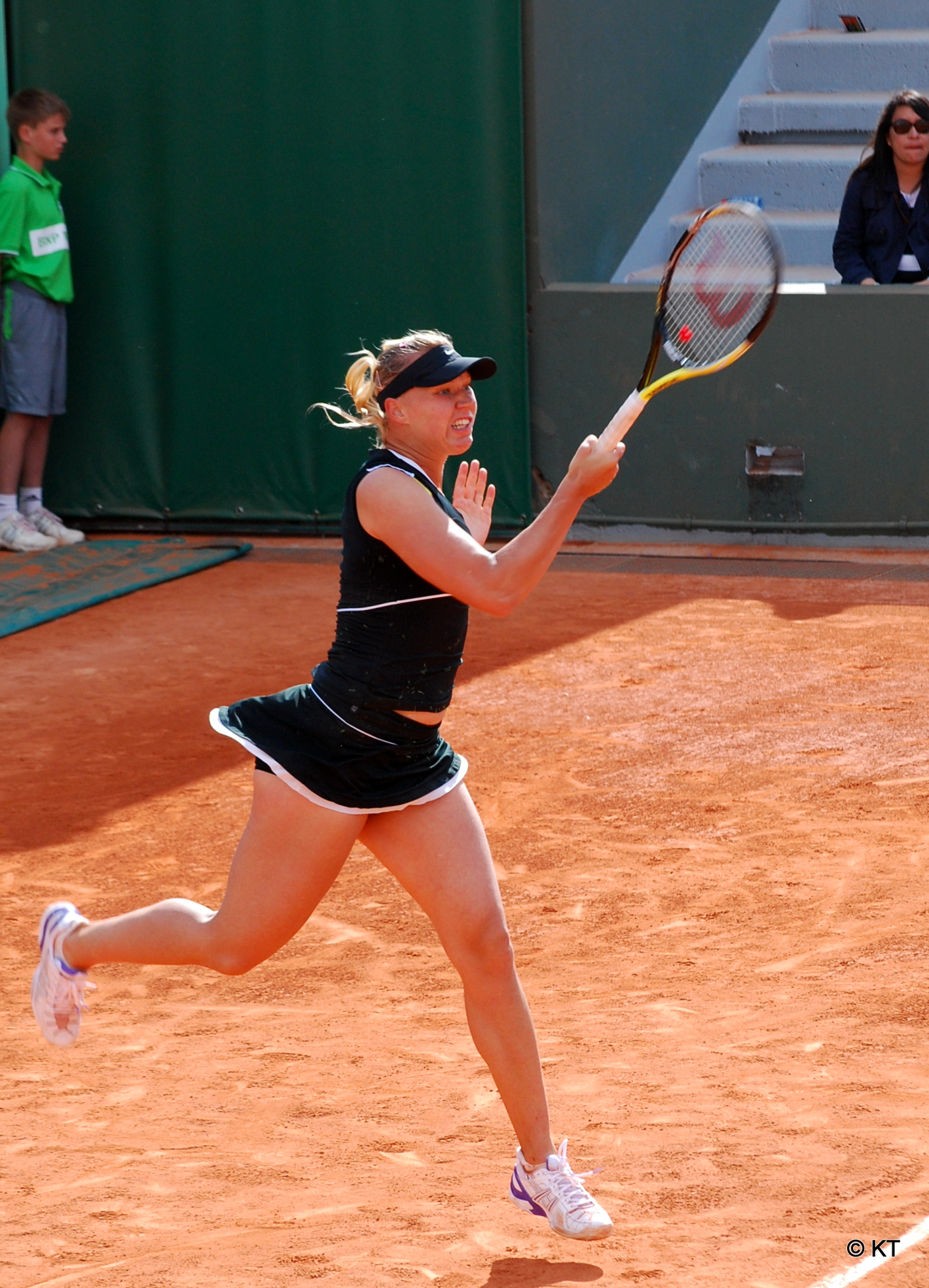
Kaia Kanepi a l’Open de França 2011

- Kaia Kanepi és una jugadora de tennis professional estoniana. El 7 de febrer de 2011, la seva posició més alta de la seva carrera es va establir al número 16 del món.[9] Kanepi va guanyar el seu primer títol de la gira WTA a Palerm el 2010, convertint-se en la primera jugadora estònia a guanyar un títol de la WTA. També ha arribat a sis quarts de final de Grand Slam, convertint-se en la primera estoniana a aconseguir-ho i la primera estoniana a classificar-se entre els vint primers.
- Jürgen Zopp va fer un gran avenç a la gira ATP el 2012, classificant-se per als quadres principals de l'Open d'Austràlia, Roland Garros i Wimbledon, i aconseguint la seva primera victòria en un torneig ATP del quadre principal a Bucarest, establint-se com un dels 100 millors jugadors del rànquing mundial.
- Anett Kontaveit ha guanyat sis títols individuals a la gira WTA, així com onze títols individuals i cinc de dobles a la gira ITF durant la seva carrera. El juny de 2022, va assolir el seu millor rànquing d'individuals al número 2 mundial, convertint-se en la primera jugadora individual d'Estònia a arribar al top 10 i la millor classificada de tots els temps.

## Voleibol
- La selecció masculina de voleibol d'Estònia va acabar el Campionat d'Europa de voleibol de 2009 en el lloc 14, el Campionat d'Europa de voleibol de 2011 en el lloc 12 i el Campionat d'Europa de voleibol de 2015 en el lloc 11.

## Halterofília
L'halterofília va ser un dels camps esportius amb més èxit per a Estònia en el passat. Alfred Neuland va competir als Jocs Olímpics de 1920 i 1924 i va guanyar una medalla d'or i una de plata, respectivament, convertint-se en el primer medallista d'or olímpic d'Estònia. Alfred Schmidt va ser un aixecador de pes ploma que va guanyar una medalla de plata als Jocs Olímpics d'estiu de 1920. Arnold Luhaäär va competir als Jocs Olímpics de 1928 i 1936 i va guanyar una medalla de plata i una de bronze, respectivament. Jaan Talts va guanyar una medalla de plata en halterofília per a la Unió Soviètica als Jocs Olímpics de 1968 i una medalla d'or als Jocs Olímpics de 1972.
- Altres aixecadors de peses notables a Estònia: Jaan Kikkas, Harald Tammer i Mart Seim.

## Lluita lliure
La lluita va ser l'esdeveniment olímpic més reeixit i també molt popular per a Estònia entre 1920 i 1936. El 2006, Heiki Nabi es va convertir en el primer campió del món de lluita amateur d'Estònia. Als Jocs Olímpics d'estiu de 2012, Nabi va guanyar la medalla de plata al 120 kg grecoromà masculí. Nabi va continuar la seva gran carrera guanyant la segona medalla d'or als Campionats del Món de 2013 i la medalla de bronze als Campionats del Món de 2014.
- Lluitadors notables a Estònia: Aleksander Aberg, Georg Baumann, Georg Hackenschmidt, Georg Lurich, Oskar Kaplur, Osvald Käpp, Martin Klein, Anton Koolmann, Johannes Kotkas, Jaan Jaago, Albert Kusnets, August Neo, Eduard Pütsep, i al femení Voldemar Väli.
- Kristjan Palusalu és un dels atletes més coneguts d'Estònia tot i que va competir fa 80 anys als Jocs Olímpics d'estiu de 1936.

## Altres esports
- La lluita de sumo no ha estat popular a Estònia, però Baruto va tenir  èxit en aquest esport.
- Margus Hunt és un final defensiu de futbol americà estonià que juga a la National Football League (NFL). Va ser campió del món júnior de llançament de pes i llançament de disc, sense haver jugat mai a futbol abans de començar la universitat als EUA.
- Andrus Murumets és un home fort estonià. Va guanyar la Lliga de Campions Strongman el 2009.
- El kiiking, un esport relativament nou, va ser inventat el 1996 per Ado Kosk a Estònia. Kiiking implica un swing modificat en el qual el genet del swing intenta girar al voltant dels 360. graus.
- Estònia també ha guanyat moltes medalles en competicions de vela sobre gel.
- Els esportistes d'Estònia també han guanyat diverses medalles als campionats de regates de vaixells a motor costaners.
- Robin Kool, també conegut com a Ropz, és un jugador professional de Counter-Strike: Global Offensive, que es va unir a Mousesports als 17 anys.

## Campionats internacionals organitzats per Estònia
| Any  | Campionat                                 | Lloc(s)                    |
| ---- | ----------------------------------------- | -------------------------- |
| 1980 | Regata de vela dels Jocs Olímpics d'estiu | Tallinn                    |
| 2012 | Campionat d'Europa sub-19 de la UEFA      | Tallinn, Haapsalu, Rakvere |
| 2013 | Campionat d'Europa sub-20 FIBA            | Tallinn                    |
| 2018 | Campionat del món júnior de biatló        | Otepää                     |
| 2018 | Supercopa de la UEFA                      | Tallinn                    |
| 2021 | Campionat d'Europa de voleibol            | Tallinn (coamfitrió)       |
| 2023 | Campionat de la UEFA sub-17 femení        | Tallinn                    |
| 2023 | Campionat d'Europa femení de voleibol     | Tallinn (coamfitrió)       |

## Galeria
Galeria de famosos esportistes d'Estònia
- Kristina Šmigun-Vähi
- Andrus Veerpalu
- Jaak Mae
- Heiki Nabi
- Gerd Kanter
- Erki Nool
- Andrus Värnik
- Aleksander Tammert
- Rasmus Mägi
- Nikolai Novosjolov
- Julia Beljajeva
- Irina Embrich
- Erika Kirpu
- Jüri Jaanson
- Baruto Kaito
- Rein Taaramäe
- Tanel Kangert
- Markko Märtin
- Kaia Kanepi
- Kristjan Palusalu
- Anett Kontaveit
- Ott Tänak